# Вьетнам на летних Олимпийских играх 1988
Вьетнам принимал участие в Летних Олимпийских играх 1988 года в Сеуле (Республика Корея) в восьмой раз за свою историю, но не завоевал ни одной медали. Сборную страны представляла 1 женщина (Нгуен Кьеу Оань).